# Arowski selsowet
Der Arowski selsowet (russisch Аровский сельсовет) ist eine Landratsgemeinde (selsowet) in Russland. Sie liegt im Tschischminski rajon der Republik Baschkortostan. Verwaltungssitz ist das Dorf Arowo.

## Dörfer
In der Landratsgemeinde liegen folgende 7 Dörfer:
- Arowo (russisch Арово)
- Bogoljubowka (russisch Боголюбовка)
- Djoma (russisch Дёма)
- Kljaschewo (russisch Кляшево)
- Marusino (russisch Марусино)
- Nowy Berkadak (russisch Новый Беркадак)
- Tschernogowka (russisch Черниговка)

## Demographie
| Jahr | Einwohner |
| ---- | --------- |
| 2002 | 1499      |
| 2009 | 1446      |
| 2010 | 1394      |
| 2012 | 1453      |
| 2013 | 1480      |
| 2014 | 1525      |
| 2015 | 1555      |
| 2016 | 1568      |
| 2017 | 1595      |